# Putnam (Texas)
Putnam est une petite ville située à l'est du comté de Callahan, au Texas, aux États-Unis,.

## Démographie
Lors du recensement de 2010, la ville comptait une population de 94 habitants. Elle est estimée, le 1er juillet 2019, à 95 habitants.

### Source de la traduction
- (en) Cet article est partiellement ou en totalité issu de l’article de Wikipédia en anglais intitulé « Putnam, Texas » (voir la liste des auteurs).